# Pseudophilautus caeruleus
Espèce
Synonymes
- Philautus caeruleus Manamendra-Arachchi & Pethiyagoda, 2005

Statut de conservation UICN

 EN B1ab(iii)+2ab(iii) : En danger
Pseudophilautus caeruleus est une espèce d'amphibiens de la famille des Rhacophoridae.

## Répartition
Cette espèce est endémique du Sri Lanka. Elle est présente entre 810 et 1 370 m d'altitude dans le massif Central,.

## Description
Pseudophilautus caeruleus mesure de 16 à 18 mm pour les mâles et de 18 à 19 mm pour les femelles. Son dos est brun clair avec des taches de couleur noire, noire et blanche, brun foncé. Son aine et la partie postérieure de ses cuisses sont bleues. Son ventre est brun clair avec des taches sombres.

## Étymologie
Son nom d'espèce, du latin caeruleus, « bleu », lui a été donné en référence à la teinte bleutée de la partie postérieure de ses cuisses et de son aine.

## Publication originale
- Manamendra-Arachchi & Pethiyagoda, 2005 : The Sri Lankan shrub-frogs of the genus Philautus Gistel, 1848 (Ranidae: Rhacophorinae), with description of 27 new species. The Raffles Bulletin of Zoology, Supplement Series, no 12, p. 163-303 (texte intégral).